# Echeveria mondragoniana
Echeveria mondragoniana är en fetbladsväxtart som beskrevs av J.Reyes och Brachet. Echeveria mondragoniana ingår i släktet Echeveria och familjen fetbladsväxter. Inga underarter finns listade i Catalogue of Life.